# Stadnia
Stadnia (ukr. Стадня) – wieś na Ukrainie w rejonie złoczowskim obwodu lwowskiego.

## Historia
Pod koniec XIX w. grupa domów i folwark wsi Skniłów w powiecie złoczowskim.